# Introduksjon og allegro for horn og piano
Introduksjon og allegro for horn og piano is een compositie van Johan Kvandal. Ook bij dit werk is de fluitist Per Øien betrokken, zie zijn Concert voor dwarsfluit en strijkorkest. Ditmaal niet rechtstreeks, het is geschreven voor Pers vrouw Ingegård Øien, hoorninste. Het werk bestaat uit een introductie met daaraan gekoppeld een snel deel, allegro in de constructie ABCDABC/coda. Kvandal werd volgens eigen zeggen (weer indirect) geïnspireerd door Leoš Janáček. De Noorse componist verbleef tijdens het ontstaan van dit werk in Brno, alwaar een internationaal festival voor de (toen) Tsjecho-Slowaakse componist bezig was.
Ingegård Øien liet zich tijdens de première op 17 mei 1969 begeleiden door Kåre Ornung, in een concert voor de NRK.